# État fondamental

Différents niveaux d'énergie d'un électron dans un atome : l'état fondamental et les états excités. Après avoir absorbé de l'énergie, un électron peut passer de l'état fondamental à un état excité de plus haute énergie.

L'état fondamental est, en physique, une notion polysémique renvoyant généralement à un état de plus basse énergie pour un électron, ou de plus grande neutralité électrique pour un atome.

## Physique quantique
En physique quantique, les états fondamentaux d'un système sont les états quantiques de plus basse énergie. Tout état d'énergie supérieure à celle des états fondamentaux est un état excité.
S'il existe plusieurs états excités correspondant à un même niveau d'énergie, ces derniers sont dits dégénérés.
L'orbitale la plus stable ou état fondamental de l'atome d'hydrogène est celle dont l'énergie est la plus basse, {\displaystyle E=} −13,6 eV.

## Autres acceptions
On désigne parfois par état fondamental d'un élément chimique, l'état électriquement neutre de cet élément, par exemple le Ca par opposition aux ions qu'il peut engendrer, tel le cation Ca2+.